# ماسانوری ۱۶۷۶۰
سیارک ۱۶۷۶۰ (به انگلیسی: 16760 Masanori، نامگذاری:1996TY7) شانزده هزار و هفتصد و شصتمین سیارک است که در ۱۱ اکتبر ۱۹۹۶ کشف شد.
قدر مطلق سیارک برابر ۱۲.۹ است.